# هو وانگ لی
هو وانگ لی (زادهٔ ۲۶ اکتبر ۱۹۲۸) از استان هامگیونگ جنوبی از کُره یک پزشک، همه‌گیرشناس و ویروس‌شناس کرهٔ جنوبی است و نخستین کسی است که در تاریخ پزشکی این سه گام را با هم برداشت: ۱) شناسایی ویروسی که عامل بیماری‌زا در انسان شده ۲) پیشنهاد روشی برای درمان بیماری ۳) ساخت واکسن بیماری.

## زندگی
لی در سال ۱۹۵۴ در دانشگاه ملی سئول پزشکی عمومی خواند و در سال ۱۹۵۹ مدرک دکترای خود را از دانشگاه مینه‌سوتا دریافت کرد. او از ۱۹۵۴ تا ۱۹۷۲ استاد میکروبیولوژی در دانشگاه ملی سئول بود. او از ۱۹۷۲ تا ۱۹۹۴ رئیس مرکز ویروس‌شناسی دانشگاه کره و از ۱۹۹۴ تا امروز مدیر مؤسسهٔ ASAN کرهٔ جنوبی بوده‌است.